# سلمون مرقط

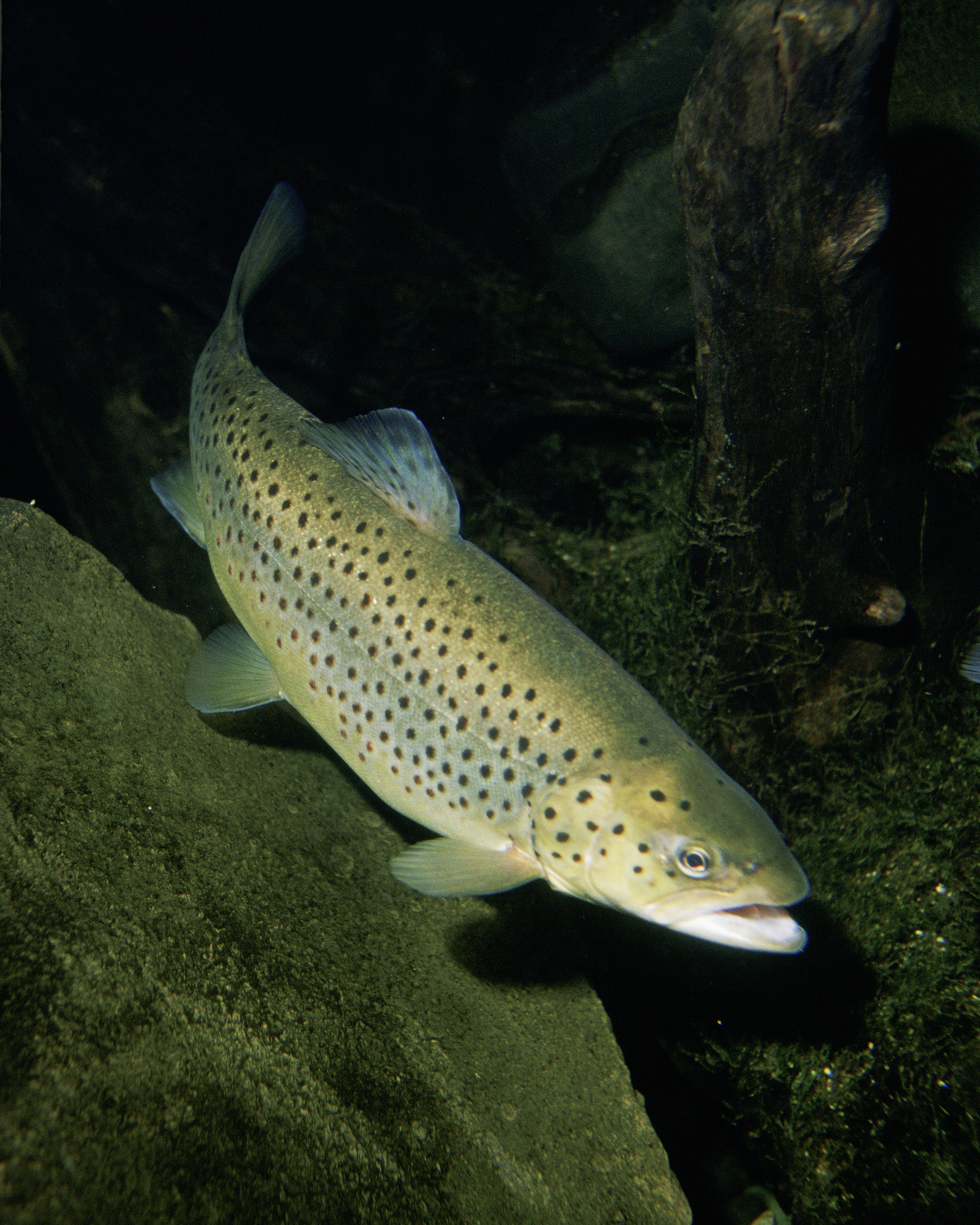
سلمون مرقط بني

السَّلْمون المُرقَّط أو التَّرُوتَة أو أُطْرُوط أو ِْخنزيرة  (بالإنجليزية: Trout) هو الاسم الشائع لعدد من الأنواع لأسماك تعيش في المياه العذبة، وهي تنتمي لأجناس الأونكورينكس والسلمو من عائلة سلمون.

## التشريح

### الجسم
يمكن أن يختلف شكل الجسم وحجم سمكة التراوت حسب النوع والبيئة التي تعيش فيها. بشكل عام، تتمتع سمكة السلمون المرقط بشكل جسم انسيابي مناسب للحياة في الماء. يسمح لها هذا الشكل بالتحرك بسرعة وكفاءة في الماء. يمكن أن يتراوح حجم سمكة التراوت من بضع بوصات إلى عدة أقدام، حسب النوع وعمر السمكة.[بحاجة لمصدر]

### الزعانف
تتمتع بعدة زعانف تؤدي وظائف مختلفة في حياتها اليومية. تساعد الزعنفة الظهرية، الموجودة أعلى ظهر السمكة، في تثبيت السمكة أثناء السباحة. الزعنفة الذيلية، أو زعنفة الذيل، مسؤولة عن دفع السمكة للأمام عبر الماء. تساعد الزعانف الصدرية، الموجودة على جانبي السمكة، في التوجيه والمناورة. تساعد الزعانف الحوضية، الموجودة على الجانب السفلي من السمكة بالقرب من الذيل، في التوازن والاستقرار. تعمل كل هذه الزعانف معًا لتمكين سمك السلمون المرقط من السباحة بشكل فعال والتنقل في محيطه.

### القشور والجلد
يمتلك قشور تغطي أجسامه، وتوفر له الحماية وتقلل من الاحتكاك أثناء تحركه عبر الماء. تتكون هذه القشور من مادة صلبة وعظمية ومرتبة في أنماط متداخلة. تساعد القشور في حماية الأسماك من الحيوانات المفترسة وتساعد أيضًا في الحفاظ على درجة حرارة جسمها. يحتوي سمك السلمون المرقط أيضًا على طبقة من الجلد تغطي أجسامه. هذا الجلد ناعم وزلق، مما يسمح للأسماك بالانزلاق عبر الماء بسهولة. يمكن أن يختلف اللون والأنماط على الجلد حسب الأنواع والبيئة، مما يوفر التمويه ويساعد سمك السلمون المرقط على الاندماج مع محيطه.

## الموطن

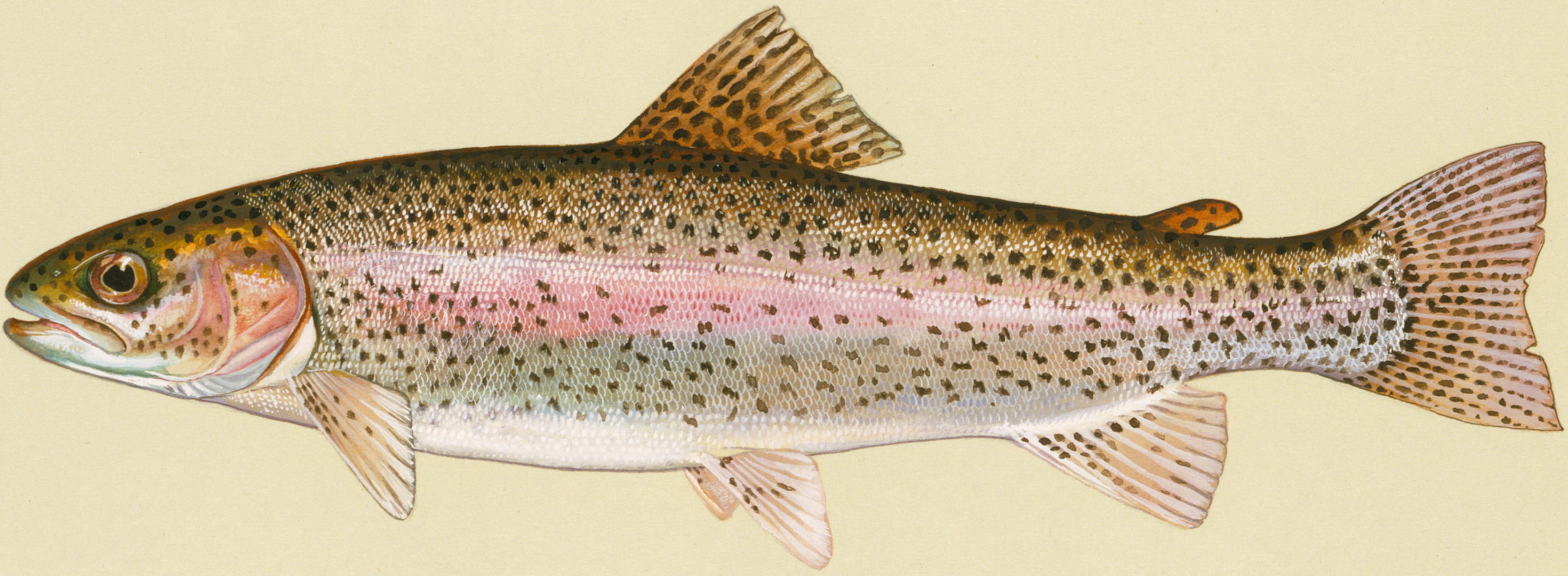
سمكة سلمون مرقط قوس قزح

سمك السلمون المرقط هو سمك ماء بارد يوجد عادة في الجداول الباردة ( 10-16 درجة مئوية) الصافية والأراضي الرطبة والبحيرات. يتم توزيعها بشكل طبيعي في جميع أنحاء أمريكا الشمالية وشمال آسيا وأوروبا. تم إدخال العديد من أنواع سمك السلمون المرقط إلى أستراليا ونيوزيلندا من قبل هواة الصيد في القرن التاسع عشر، مما أدى فعليًا إلى تشريد العديد من أنواع الأسماك المحلية في المرتفعات وتعريضها للخطر. تضمنت الأنواع المدخلة سمك السلمون المرقط البني من إنجلترا وسمك السلمون المرقط قوس قزح من كاليفورنيا. سمك السلمون المرقط قوس هو نوع فرعي من سمك السلمون المرقط، والذي يُقبَل عمومًا على أنه قادم من خور سونوما. لا يزال سمك السلمون المرقط قوس قزح في نيوزيلندا. يميل سمك السلمون المرقط إلى الجري في الأنهار في الشتاء للتكاثر

## وصلات خارجية
- سلمون مرقط على مشروع الدليل المفتوح
- أنواع السلمون المرقط (بالإنجليزية)
- "علم السمك المرقط" نسخة محفوظة 23 يونيو 2017 على موقع واي باك مشين. (بالإنجليزية)
- TU.ORG – حفاظ وحماية واسترداد مصايد أسماك المياه الباردة لأمريكا الشمالية ومستجمعاتها المائية (بالإنجليزية)